# Salazie
Salazie est une commune française, située dans le département et région de La Réunion.
Ses habitants sont appelés les Salaziens et Salaziennes.

## Géographie

### Localisation
Salazie se situe au centre de l'île, au nord-est du Piton des Neiges, dans le cirque naturel du même nom. L'ensemble du territoire communal se trouve dans les Hauts. Ceci explique la devise de Salazie : « Au cœur de l'île rayonne ». La commune est formée de plusieurs localités. Les plus importantes sont Salazie (le chef-lieu communal), Grand-Îlet et Hell-Bourg.
Les communes limitrophes sont Bras-Panon, Cilaos, La Possession, Saint-André, Saint-Benoît, Saint-Denis, Sainte-Marie et Sainte-Suzanne.
Le cirque est surplombé au nord-ouest par la Roche Écrite, au nord par le Piton Plaine des Fougères et le Piton Bé Massoune, au sud-ouest par le Piton des Neiges et le Gros Morne et à l'Est par le plateau de Bélouve.

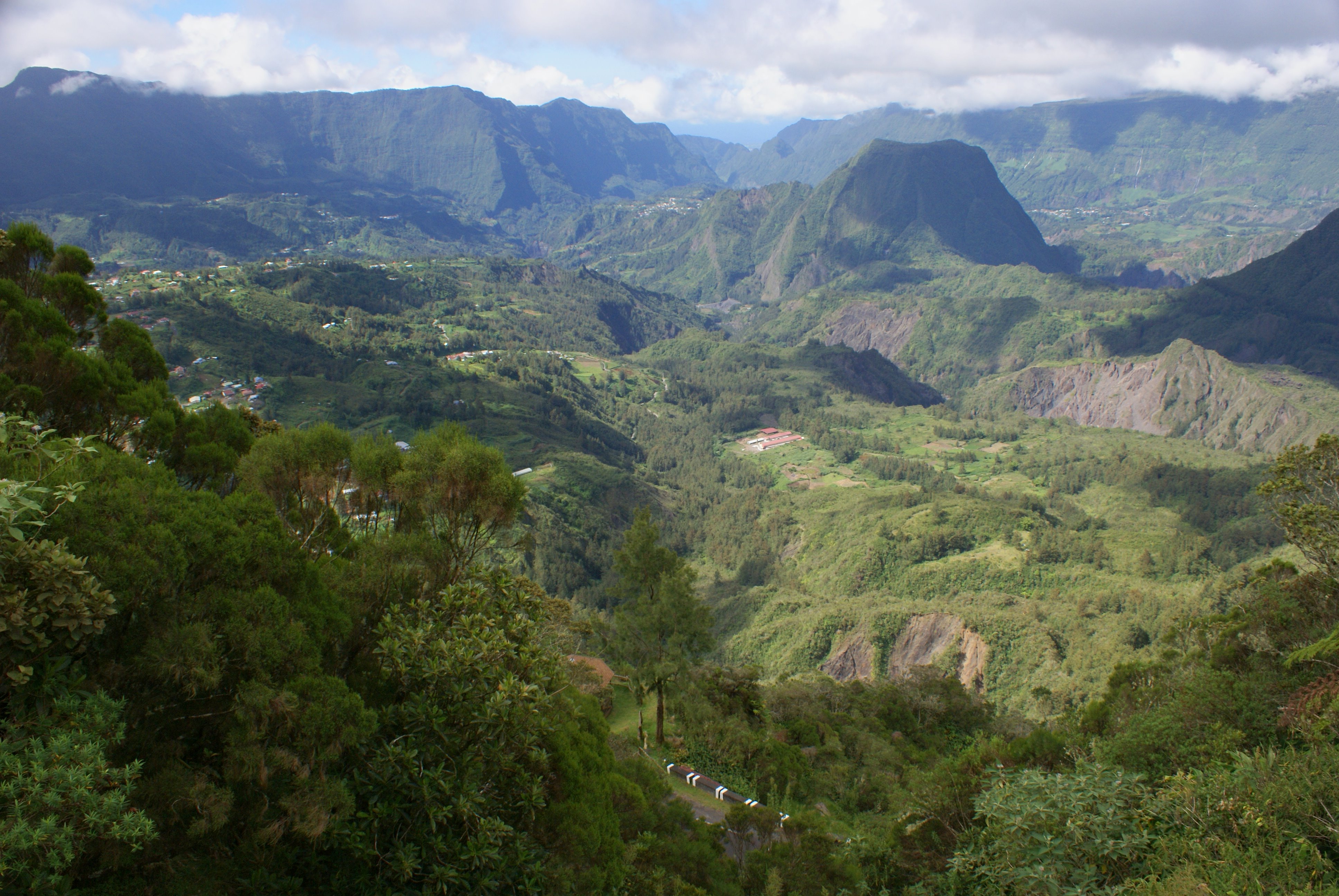
Vue du cirque.

### Climat
| Mois                              | jan. | fév. | mars | avril | mai  | juin | jui. | août | sep. | oct. | nov. | déc. | année |
| --------------------------------- | ---- | ---- | ---- | ----- | ---- | ---- | ---- | ---- | ---- | ---- | ---- | ---- | ----- |
| Température minimale moyenne (°C) | 20,1 | 20,3 | 20   | 19,1  | 17,2 | 15,2 | 14,3 | 14,1 | 14,7 | 16   | 17,6 | 19,2 | 17,3  |
| Température moyenne (°C)          | 21,7 | 21,8 | 21,6 | 20,8  | 18,9 | 17,1 | 16,2 | 16,2 | 17   | 18,3 | 19,6 | 21   | 19,1  |
| Température maximale moyenne (°C) | 23,6 | 23,7 | 23,6 | 22,9  | 21   | 19,3 | 18,5 | 18,8 | 19,7 | 21   | 22   | 23,1 | 21,4  |
| Ensoleillement (MJ/m²)            | 7,5  | 7,1  | 7    | 6,9   | 6,4  | 6,4  | 6,4  | 6,6  | 6,6  | 6,6  | 7    | 7,5  | 6,8   |
| Précipitations (mm)               | 264  | 261  | 225  | 92    | 87   | 53   | 52   | 48   | 47   | 56   | 94   | 149  | 1 428 |

Température la plus élevée : 31,6 °C le 14 janvier 2024.
Température la plus basse : 7,1 °C le 25 janvier 2020.
Précipitations quotidiennes les plus élevées : 1 237,2 mm le 4 février 1998.
Précipitations annuelles les plus élevées : 5 225,4 mm en 1993.
Ensoleillement annuel le plus élevé : pas de données.

## Urbanisme

### Typologie
Salazie est une commune rurale, car elle fait partie des communes peu ou très peu denses, au sens de la grille communale de densité de l'Insee,,,.
Par ailleurs, la commune fait partie de l'aire d'attraction de Salazie, dont elle est la commune-centre. Cette aire, qui regroupe 1 commune, est catégorisée dans les aires de moins de 50 000 habitants,.

## Toponymie
Salazie dériverait des Salazes, relief aux formes très spéciales et situés sur le Piton des Neiges. Un toponyme se doit de reconnaitre le lieu aisément et indiscutablement, il serait issu des « Salazes », ces trois rochers caractéristiques plantés entre les cirques de Cilaos et de Mafate. Salazes viendrait du malgache salazhon, qui signifie « trépied pour marmite ». Nous avons, parmi les différentes explications données, penché pour un toponyme d'origine malgache dérivant de Salaza - mât, ou Salazana - mât, mais aussi grande fourchette pour faire le rôti ; cela semblant assez cohérent et bien imagé avec le proche Piton des Neiges. Pour d'autres, il viendrait de Saolozy, nom donné par Annette Robinet de la Serve, fille de Nicole Robinet de La Serve et qui signifierait « bon campement ». Ou encore il viendrait du nom d'un esclave qui s'y était réfugié au XIXe siècle qui s'appelait lui aussi Salazie. Le nom de Salazie ne fut reconnu officiellement qu'en 1835.

## Histoire

### Les premières occupations précaires
Dès le XVIIe siècle, le cirque a servi de refuge, comme les cirques de Cilaos et Mafate, aux Noirs marrons fuyant les propriétés de la côte. La lutte des propriétaires contre ces esclaves marrons, sous la forme d'expéditions punitives, eut pour principale conséquence la découverte du cirque de Salazie. Certaines figures de Noirs marrons laissèrent leur nom à des lieudits : piton d'Anchaing, le Cimandef, plateau Sisahaye, Piton Lélesse, etc. La toponymie dans le cirque est par ailleurs pleine de mots d'origine malgache : Bé-Mahot, Bé-Cabot, Bélouve, Piton Bé-Massoune, piton Bénoune (bé signifiant « grand »).
Outre les Noirs marrons, les Blancs apprennent à connaître le cirque, refuge idéal des parias et des assoiffés de liberté. Ainsi, on fait état en 1810, à la suite de l'occupation de l'île par l'Angleterre, d'un pionnier (un certain Louvet) qui s'installa avec deux esclaves sur les bords de la Mare à Poule d'Eau. Cette première implantation fut détruite par le Cyclone de 1929.

### 1830: genèse de la colonisation du cirque
Le début du XIXe siècle est marqué par l'arrivée de nouveau colons à La Réunion (certains fuyant la Révolution et les instabilités politiques de l'époque en métropole) et par une pression démographique importante. Le manque de terres se fit cruellement sentir.
Dépossédés, certains de ces « Petits Blancs » émigrèrent vers les hauts de l'île, à la limite des terres cultivées, vivant de chasse, de pêche, de cueillette, mais aussi de rapines sur les habitations. Ils étaient particulièrement nombreux dans les hauts de Saint-André et de Saint-Benoît où ils menaient une vie semblable à celle des Noirs marrons.

### Les pionniers de Salazie

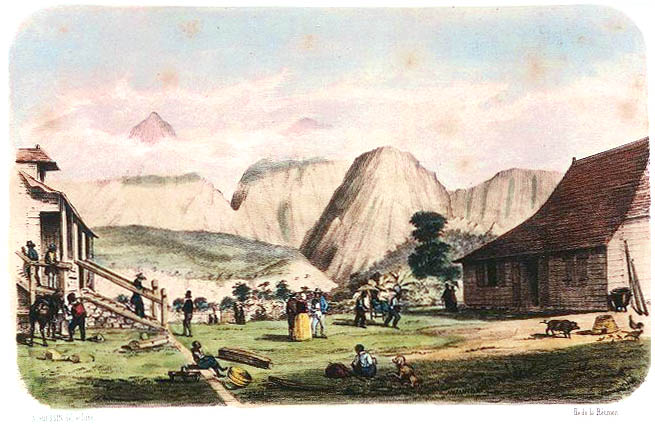
Lhabitation de Théodore Cazeau aux premières heures de la colonisation du cirque.

Pour la plupart, les pionniers de Salazie furent de moyens propriétaires de la côte au Vent (dans les environs de Saint-André), affidés de la société des Francs-Créoles (dont la figure emblématique reste sûrement Nicole Robinet de La Serve), gênés par les dégâts causés à leurs cultures par les cyclones de 1825 et de 1829 et inquiétés par l'abolition probable de l'esclavage.
Les premières concessions dites « primitives » furent encouragées par l'arrêté du 1er décembre 1830, date à laquelle des terres de l'île situées au-delà du « sommet des montagnes » furent pour la première fois concédées avec, pour encourager les premiers concessionnaires, une exemption de droit de capitation pour les Noirs affectés à l'exploitation de ces terres. Ces premières concessions furent situées à la Mare à Poule d'Eau.
Le tout premier concessionnaire s'appelait Théodore Cazeau. À Salazie se racontent encore ses débuts difficiles dans le cirque et l’anecdote de ses citrouilles providentielles de la Mare à Poule d'Eau.
Les familles nouvellement installées vivent d'abord en autarcie grâce aux ressources offertes par un sol neuf. Les nouvelles terres défrichées sont au début très fertiles et permettent la mise en culture d'espèces tropicales mais aussi tempérées telles que : café, tabac, vanille, fruits, légumes (grains, brèdes).
C'est le « chouchou » importé du Mexique par Sully Brunet en 1840, qui a fait et fait encore la renommée du cirque de Salazie. Ce légume était alors cultivé pour son fruit, ses feuilles, sa racine ainsi que les tiges dont la paille fut une matière première recherchée de très bon rapport pécuniaire au début du siècle. Cette dernière servait à la confection de « chapeaux en paille d'Italie », que les Européennes de l'époque s'arrachaient. Ces produits étaient exportés vers l'extérieur du cirque malgré les difficultés de transport de l'époque.

### Fin duXIXesiècle: le développement

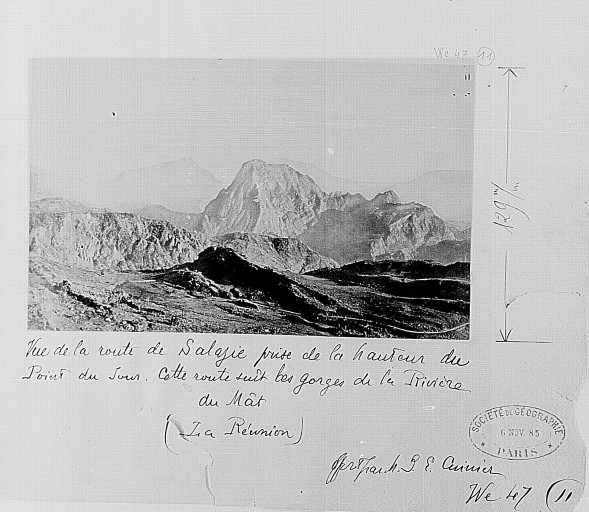
La route de Salazie depuis les hauteurs du Point du Jour avant 1885.

La politique gubernatoriale voulant installer les Blancs dans les Hauts est tellement encouragée que la population augmente beaucoup. En effet, selon les recensements, on passe dans les Hauts de 36 habitants en 1834 à 600 habitants en 1844, puis à 2 500 en 1848.
Les réglementations concernant les concessions sont d'une longue tradition dans l'île et directement issues de la Compagnie française des Indes orientales. À Salazie, les concessionnaires furent un peu laissés à eux-mêmes. Ce fut à force de requêtes au gouverneur, qu'au bout de 5 ans, on décida d'appliquer enfin le décret de 1830 qui définissait plus ou moins les concessions, de mesurer et de délimiter les parties de chacune des propriétés. D’autant plus que les colons du cirque devenaient de plus en plus nombreux, et surtout ceux qui n'avaient aucun droit de propriété et qui s'étaient installés où bon leur avait semblé. Cet état de fait, courant par ailleurs dans l'île, se poursuivra longtemps dans le cirque, menaçant la stabilité des terres par un défrichage indu et intensif des pentes.

### L’activité thermale à Hell-Bourg
La découverte des sources thermales en 1831 à Bras-Sec et en 1832 au lieu-dit Bé-Mahot permet la croissance du village d'Hell-Bourg vers un apogée autour de 1875. Cette croissance est fortement liée au thermalisme et au rôle joué par les thermes d'Hell-Bourg. L'Hôtel des Thermes (ancien hôpital militaire) était le rendez-vous « à la mode » des curistes anémiés puis, à la suite de difficultés financières, les sources sont fermées puis détruites par les cyclones successifs. Le cyclone de 1948 engloutit la source et Cilaos, également doté de thermes, est préféré à Salazie.

### Les catastrophes naturelles
Le cirque de Salazie étant exposé aux fortes précipitations notamment lors des passages des cyclones, de nombreux éboulements et glissement de terrain ont eu lieu. Le plus meurtrier fut celui qui ensevelit le village paisible du « Grand Sable » au pied du Gros Morne en 1875. Le 26 novembre, après plusieurs jours de pluies importantes, un pan entier du rempart du Gros Morne s'effondre et environ 20 millions de mètres cubes de roches ensevelissent 17 maisons du village de Grand Sable sur environ 22 hectares, tuant 63 des 65 habitants.
Quelques années auparavant, un grand incendie ravagea une partie de Hell Bourg et de Grand Ilet en juin 1869 et fit 67 sinistrés mais aucun mort.
L’instabilité des contreforts de la Mare à Poule d'Eau sollicita périodiquement les cantonniers car la route était emportée à chaque avalaison importante. Le plus important éboulement qu’on connaît est consécutif au cyclone Hyacinthe de 1980. Aujourd'hui, le relief tourmenté n'est plus qu'une contrainte. Il est aussi une occasion unique de pratiquer le canyoning. Le 17 septembre 2010, vers une heure du matin, un pan de falaise (10 000 m3 de roches) surplombant la rivière du Mât s'effondre en face de Cap Picard, sans faire de victimes.

## Politique et administration

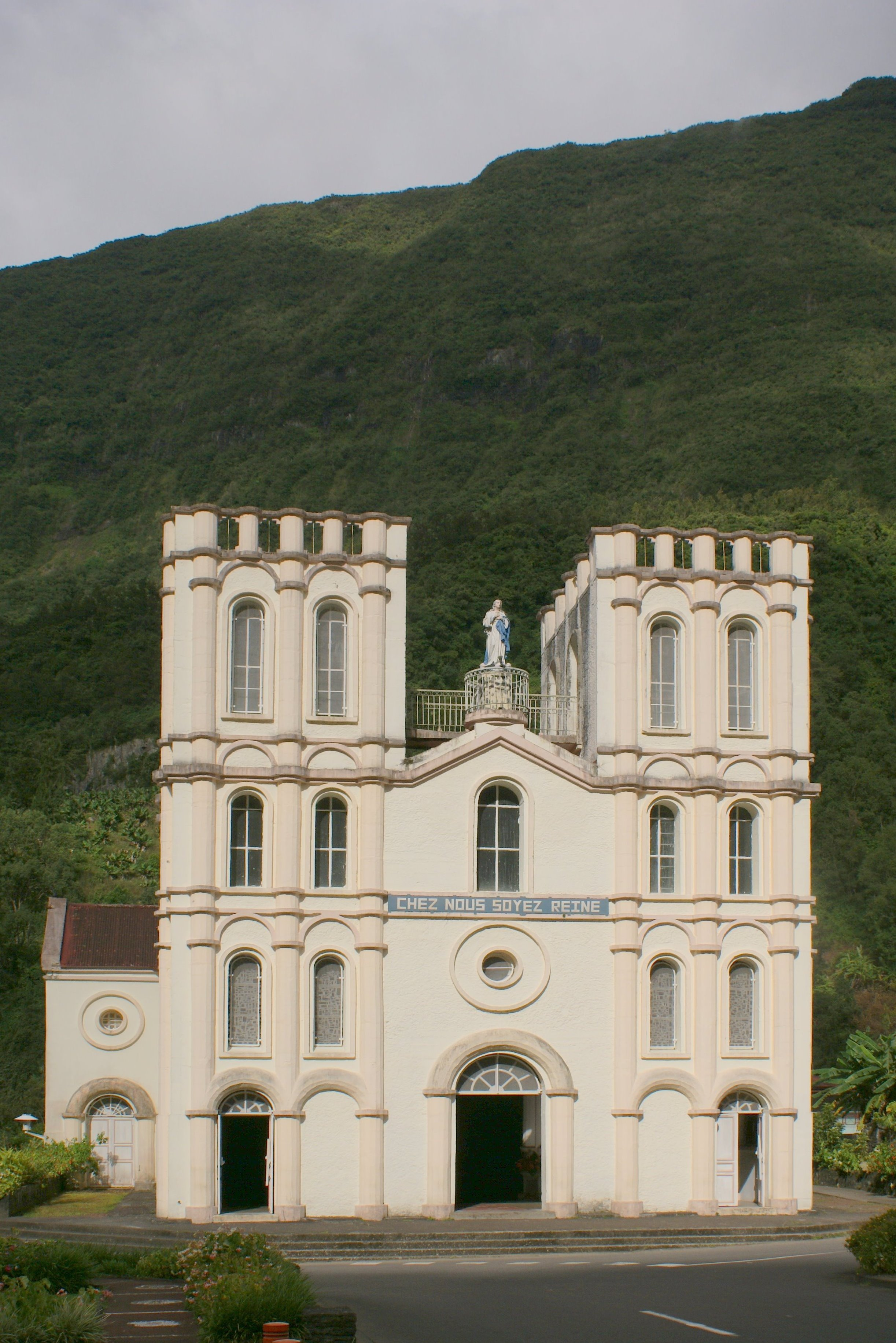
L'église de Salazie."Chez nous, soyez reine".

### Liste des présidents de l'Agence Municipale
| Période   | Période      | Identité                                | Étiquette | Qualité                        |
| --------- | ------------ | --------------------------------------- | --------- | ------------------------------ |
| 1836      | 1838         | Féréol de Lepervanche                   |           | Propriétaire                   |
| 1838      | 1839         | Elysée Jallot                           |           | Propriétaire                   |
| 1839      | 1840         | Adrien Dubuisson                        |           | Propriétaire                   |
| 1840      | 1856         | Marie Edouard Périchon de Sainte Marie  |           | Propriétaire                   |
| 1856      | 1857         | Jean Stanislas Charles Fesquet          |           | Instituteur                    |
| 1857      | 1863         | Jean-Baptiste François Arthur Haudressy |           | Pharmacien                     |
| 1863      | 1865         | André Thimoléon Wickers                 |           | Militaire                      |
| 1865      | 1868         | Edouard Marie Joseph Bertin d'Avesnes   |           | Propriétaire                   |
| 1868      | 1871         | Jules Diomat                            |           | Propriétaire                   |
| 1871      | 1879         | Pierre Cazeau                           |           | Employé des Ponts et Chaussées |
| 1879      | 1883         | Armand Alidor                           |           | Commerçant                     |
| 1883      | 1889         | Charles Le Bihan                        |           | Commerçant                     |
| juin 1889 | juillet 1889 | Joseph Pignolet de Fresnes              |           |                                |
| 1889      | 1898         | Jean Cadet                              |           | Commerçant                     |

### Liste des maires
| Période       | Période                       | Identité             | Étiquette                | Qualité |
| ------------- | ----------------------------- | -------------------- | ------------------------ | --- |
| 1899          | 1900                          | Théodore Simonette   |                          | Propriétaire 1er maire |
| 1900          | 1906                          | Appolidor Técher     |                          | |
| 1906          | 1920                          | Louis Latgé          |                          | Commerçant |
| 1920          | 1925                          | Fabien Gabou         |                          | Propriétaire |
| 1925          | mai 1935                      | Xavier Fontaine      |                          | Agent de police |
| mai 1935      | 1942                          | Raymond Vergès       | PRADS                    | Médecin et ingénieur |
| 1942          | mai 1953                      | Frantz Maurice Payet | Modéré                   | Commerçant |
| mai 1953      | 1972                          | André Fontaine       | DVG puis DVD             | Conseiller général de Salazie (1955 → 1973) Démissionnaire |
| 1972          | mars 1983                     | Jean-Claude Welmant  | UDR puis RPR             | Enseignant et directeur de collège Conseiller général de Salazie (1973 → 1979) |
| mars 1983     | décembre 1987                 | Roland Elisabeth     | DVD                      | Exploitant agricole Démissionnaire |
| décembre 1987 | juin 1998                     | Hilaire Maillot      | RPR                      | Chef d’entreprise Conseiller général de Salazie (1992 → 1998) Conseiller régional de La Réunion (1998 → 2010) Démissionnaire |
| juillet 1998  | octobre 2023                  | Stéphane Fouassin    | UDF puis NC puis UDI-FED | Médecin généraliste Sénateur de La Réunion (2023 → ) Conseiller général de Salazie (1998 → 2015) Conseiller régional de La Réunion (2015 → ) 3e vice-président de la CIREST Démissionnaire à la suite de son élection comme sénateur |
| octobre 2023  | En cours (au 20 octobre 2023) | Sidoleine Papaya     | DVC                      | Première adjointe (2020 → 2023) Conseillère départementale de Saint-André-3 (2021 → ) 12e vice-présidente de la CIREST (2020 → ) |

## Population et société

### Démographie
L'évolution du nombre d'habitants est connue à travers les recensements de la population effectués dans la commune depuis 1961, premier recensement postérieur à la départementalisation de 1946. À partir de 2006, les populations de référence des communes sont publiées annuellement par l'Insee. Le recensement repose désormais sur une collecte d'information annuelle, concernant successivement tous les territoires communaux au cours d'une période de cinq ans. Pour les communes de moins de 10 000 habitants, une enquête de recensement portant sur toute la population est réalisée tous les cinq ans, les populations de référence des années intermédiaires étant quant à elles estimées par interpolation ou extrapolation. Pour la commune, le premier recensement exhaustif entrant dans le cadre du nouveau dispositif a été réalisé en 2004.

En 2022, la commune comptait 7 333 habitants, en évolution de −0,91 % par rapport à 2016 (La Réunion : +3,33 %, France hors Mayotte : +2,11 %).
| 1961  | 1967  | 1974  | 1982  | 1990  | 1999  | 2009  | 2014  | 2019  |
| ----- | ----- | ----- | ----- | ----- | ----- | ----- | ----- | ----- |
| 6 590 | 7 105 | 6 462 | 6 467 | 7 004 | 7 402 | 7 406 | 7 132 | 7 136 |

| 2022  | - | - | - | - | - | - | - | - |
| ----- | - | - | - | - | - | - | - | - |
| 7 333 | - | - | - | - | - | - | - | - |

### Infrastructures
On trouve sur le territoire communal un collège public, le collège Auguste-Lacaussade. Il n'y a pas de lycée.

## Économie

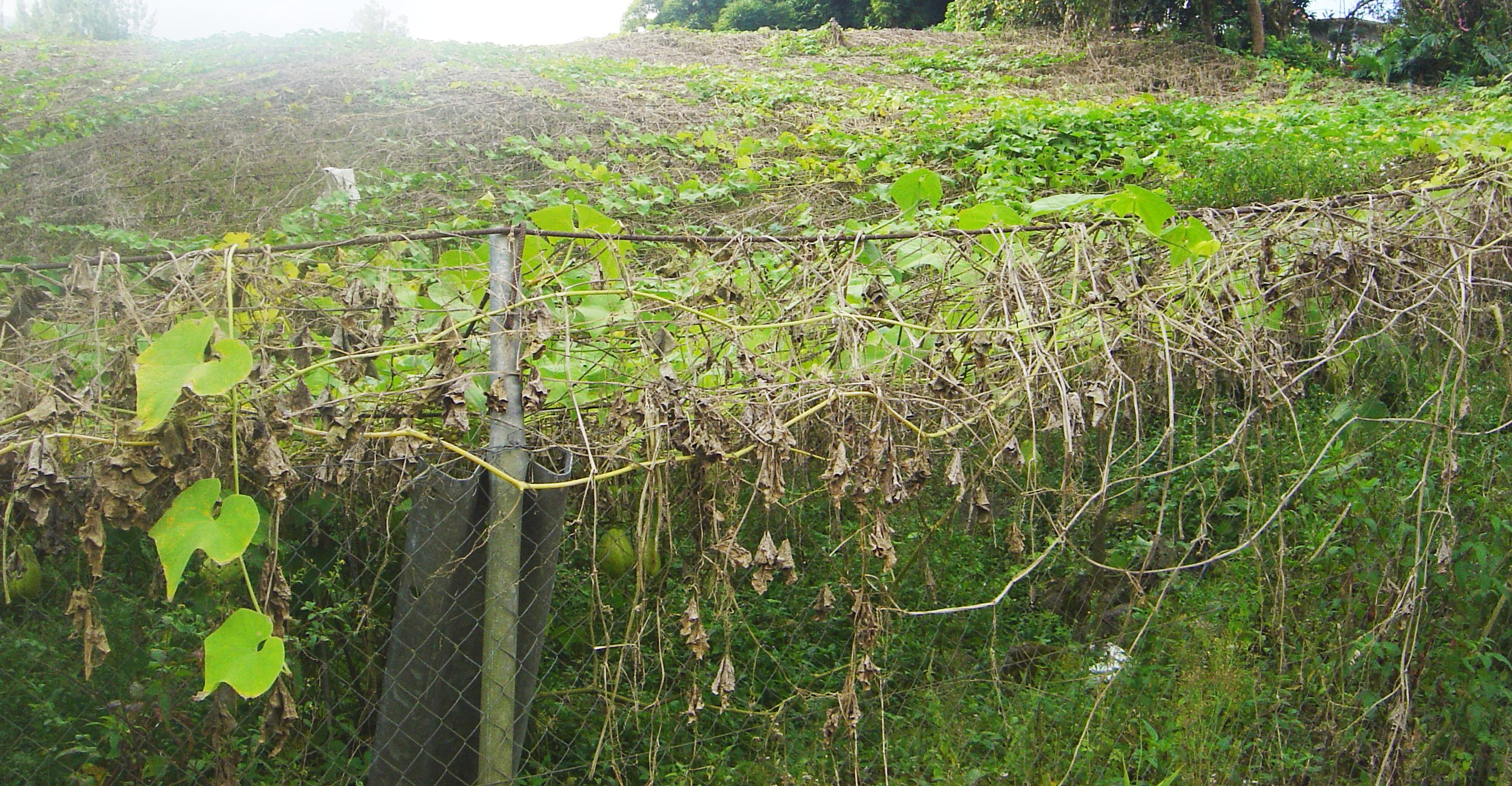
Plantation de chouchous à Îlet à Vidot.

L'économie du cirque est essentiellement axée vers la culture vivrière.
Une culture omniprésente est celle de la chayote, appelée chouchou à La Réunion et dans le cirque. Elle est cultivée en treilles mais pousse quasiment à l'état sauvage, étant donné le climat ambiant très humide.
On trouve des élevages porcins en grand nombre concentrés au lieu-dit de Grand Îlet et quelques élevages de volailles.
La canne est présente dans les basses altitudes du cirque et autour du lieu-dit Mare à Vieille Place et de la Mare à Citrons.
Le tourisme s'est développé surtout à Hell-Bourg où l'on trouve des cases d'une grande valeur patrimoniale, ainsi qu'un élevage de truites. Un projet de bambouseraie est à l'étude depuis quelques années et devrait voir le jour autour de la Mare à Poule d'Eau.
D'autre part, Salazie est le passage obligé des randonneurs qui se rendent dans le Cirque de Mafate par le col de Bœufs.

## Culture locale et patrimoine

### Lieux et monuments

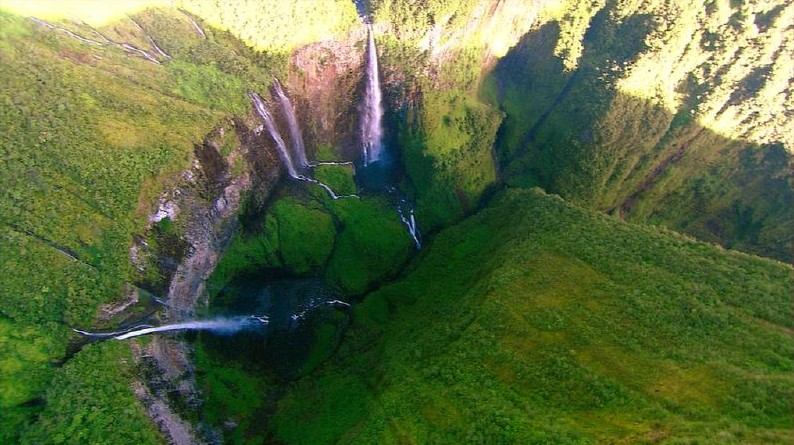
Le Trou de Fer vu d'hélicoptère.

- À Hell-Bourg, la promenade des Trois cascades.
- Maison Folio, case créole.
- Les cascades du Voile de la Mariée, accessibles en traversant une passerelle suspendue, puis en traversant des champs de cresson et de chouchoux.
- L'écomusée de Salazie.

### Lieux de cultes
- L'église Saint-Martin de Grand Îlet. L'édifice a été classé au titre des monuments historiques en 1982[13]. L'église est dédiée à saint Martin.
- Église Saint-Henri d'Hell-Bourg. L'église est dédiée à saint Henri.
- Église Notre-Dame-de-l'Assomption de Salazie. Elle est inscrite à l'Inventaire général du patrimoine culturel[14]. L'église est dédiée à l'Assomption de Marie.
- Chapelle de Mare à Poule d'Eau.
- Chapelle Saint-Antoine-de-Padoue de Mare à Vieille Place.
- Chapelle Sainte-Anne de l'Escalier.
- Liste détaillée des églises de Salazie sur :

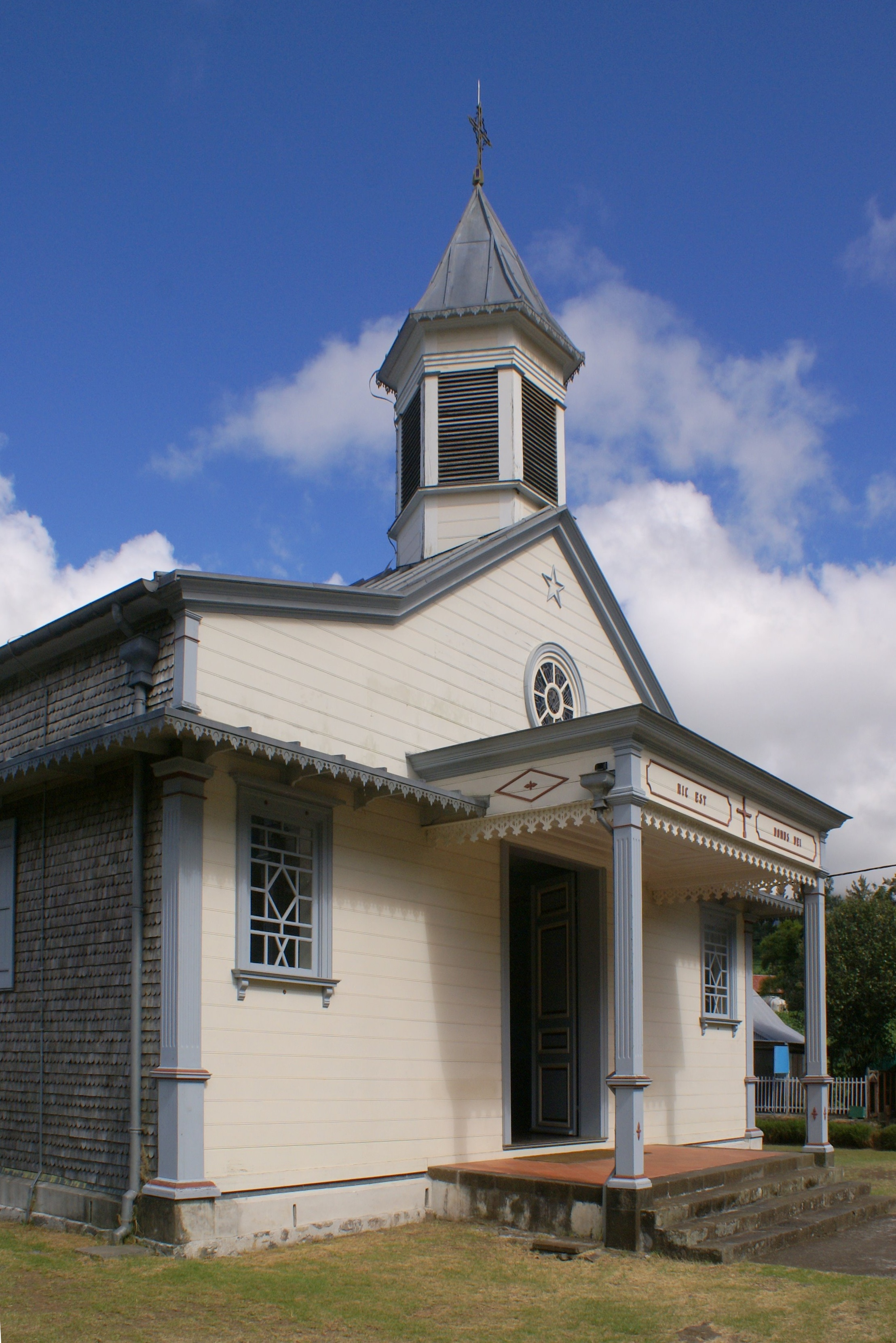
Église Saint-Martin de Grand Îlet.
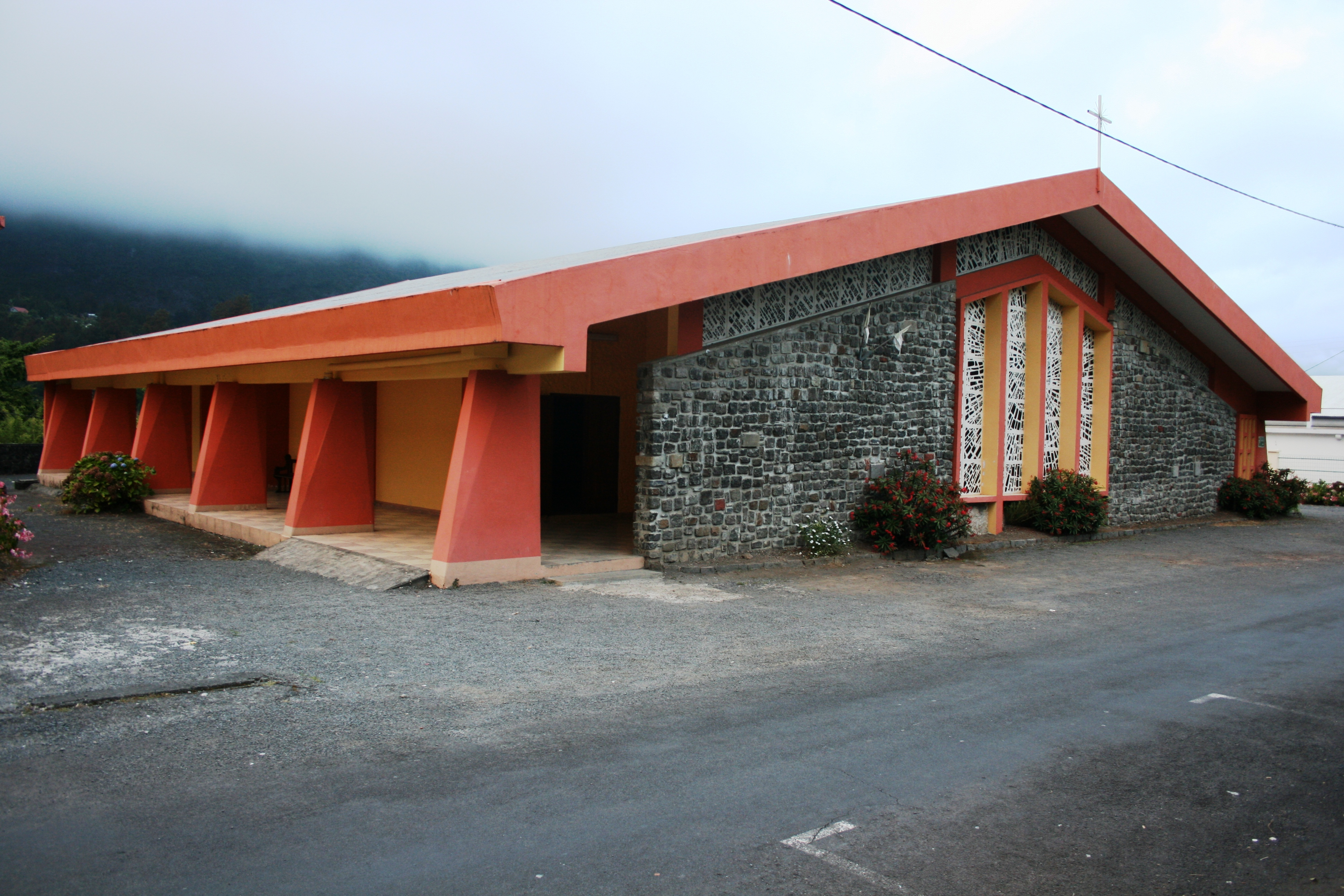
Église Saint-Henri d'Hell-Bourg.
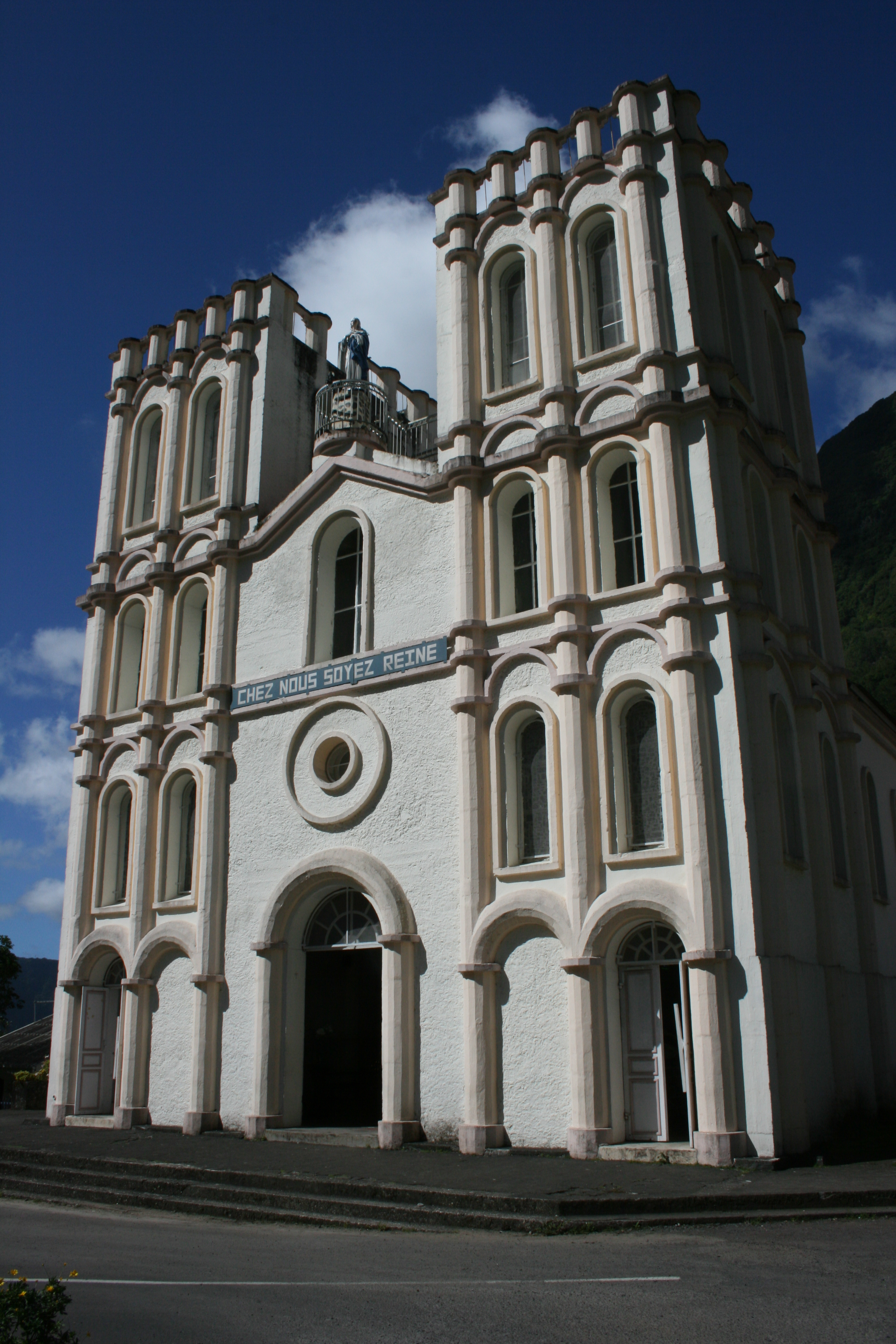
Église Notre-Dame-de-l'Assomption de Salazie.

### Personnalités liées à la commune
- Anchaing et Héva : réalité ou légende de deux esclaves en fuite.
- Auguste Lacaussade (1815-1897), poète français, chantre de Salazie.
- Charles Coquerel, médecin de la marine et entomologiste, y séjourna dans les années 1850 et à la fin de sa vie en 1867. Il meurt à Saint-Denis de La Réunion le 12 avril 1867.
- Yves Gomy (entomologiste) et son épouse ont été enseignants à Salazie en 1968-1969 et 1970-1971. Ils ont habité une case à « L'Escalier ».
- Raphaël Folio (1923-2018), propriétaire de la maison Folio.

### Héraldique
| Blason de Salazie | Blason  | D'azur à un paille-en-queue d'argent accompagné de quatre araucarias du même, deux en chef et deux en pointe. |
| Blason de Salazie | Détails | |